# Соснова (Смолевицький район)
Соснове (біл. вёска Сасновае) — село в складі Смолевицького району Мінської області, Білорусь. Село підпорядковане Озерицько-Слобідській сільській раді, розташоване в центральній частині області.